# 似鼠岩頭長頜魚
似鼠岩頭長頜魚，為輻鰭魚綱骨舌魚目象鼻魚科岩头长颌鱼属的其中一種，分布於非洲索馬利亞的淡水流域，體長可達15公分，棲息在底層水域。